# Liste der Kellergassen in Pernersdorf
Die Liste der Kellergassen in Pernersdorf führt die Kellergassen in der niederösterreichischen Gemeinde Pernersdorf an.
| Foto |                 | Kellergasse               | Standort                 | Beschreibung |
| ---- | --------------- | ------------------------- | ------------------------ | --- |
| BW   | Datei hochladen | Kellertrift               | KG: Peigarten Standort   | Die Kellergasse ist ein einseitiges Kellergassensystem an einer Geländekante und in der Ebene. Sie besteht aus 61 Gebäuden und hat eine Länge von 650 Metern.                                       |
| BW   | Datei hochladen | Mühlgasse (beim Friedhof) | KG: Peigarten Standort   | Die Kellergasse ist ein einseitiges Kellergassensystem an einer Geländekante. Sie besteht aus 39 Gebäuden und hat eine Länge von 400 Metern.                                                        |
| BW   | Datei hochladen | „Guntersdorfer Straße“    | KG: Pernersdorf Standort | Die Kellergasse ist eine einseitige Einzelkellergasse an einer Geländekante. Sie besteht aus 6 Gebäuden und hat eine Länge von 80 Metern.                                                           |
| BW   | Datei hochladen | Kellergasse               | KG: Pernersdorf Standort | Die Kellergasse ist ein einseitiges Kellergassensystem an einer Geländekante. Sie besteht aus 150 Gebäuden und hat eine Länge von 1600 Metern. Die älteste Datierung geht auf das Jahr 1796 zurück. |
| BW   | Datei hochladen | Kellergasse               | KG: Pfaffendorf Standort | Die Kellergasse ist eine einseitige Einzelkellergasse an einer Geländekante. Sie besteht aus 38 Gebäuden und hat eine Länge von 550 Metern.                                                         |

| Foto:                    | Fotografie der Kellergasse (Gesamtheit). Klicken des Fotos erzeugt eine vergrößerte Ansicht. Daneben finden sich zwei Symbole: \| Weitere Bilder vorhanden \| Das Symbol bedeutet, dass weitere Fotos des Objekts verfügbar sind. Durch Klicken des Symbols werden sie angezeigt. \| \| Eigenes Foto hochladen \| Durch Klicken des Symbols können weitere Fotos des Objekts in das Medienarchiv Wikimedia Commons hochgeladen werden. \| |
| Name:                    | Bezeichnung der Kellergasse |
| Standort:                | Es ist die Katastralgemeinde (KG) angegeben. Durch Aufruf des Links Standort wird die Lage der Kellergasse in verschiedenen Kartenprojekten angezeigt. |
| Beschreibung             | Kurze Beschreibung der Kellergasse |
| Weitere Bilder vorhanden | Das Symbol bedeutet, dass weitere Fotos des Objekts verfügbar sind. Durch Klicken des Symbols werden sie angezeigt. |
| Eigenes Foto hochladen   | Durch Klicken des Symbols können weitere Fotos des Objekts in das Medienarchiv Wikimedia Commons hochgeladen werden. |